# Aleksander Čeferin
Aleksander Čeferin (Liubliana, 13 de octubre de 1967) es un abogado y dirigente deportivo esloveno. Es el actual presidente de la UEFA, el organismo internacional rector del fútbol europeo. Anteriormente fue presidente de la Federación Eslovena de Fútbol desde 2011 hasta 2016.

## Biografía
Aleksander Čeferin nació el 13 de octubre de 1967 en Liubliana (Eslovenia, que en ese entonces era parte de Yugoslavia) en una familia de abogados de Grosuplje. 
Después de graduarse en Derecho en la Universidad de Liubliana, comenzó a trabajar en el bufete familiar. Tras la independencia de Eslovenia, el grupo Čeferin se especializó en la representación de atletas y clubes deportivos profesionales. Y cuando su padre decidió retirarse, tanto Aleksander como su hermano Rok pasaron a ser los directores.
Su primera experiencia en la gerencia deportiva fue en 2005 como asesor legal del equipo de fútbol sala del F.C. Litija. Al año siguiente pasó a formar parte de la junta directiva del NK Olimpija Ljubljana, una refundación del equipo esloveno del mismo nombre, que encadenaría los cinco ascensos consecutivos hasta debutar en la Primera Liga de Eslovenia en la temporada 2009/10.
En 2011, Aleksander Čeferin fue nombrado presidente de la Federación Eslovena de Fútbol. En ese mismo año comenzó a desempeñar funciones en el Comité Legal de la UEFA, en el que llegaría a ser el segundo vicepresidente.
El 14 de septiembre de 2016, Aleksander Čeferin fue elegido presidente de la UEFA tras vencer al neerlandés Michael van Praag por 42 votos a 13. Su elección fue interpretada como un símbolo de renovación dentro del organismo, después de que su predecesor el francés Michel Platini en el que fuese apartado del cargo por el Comité de Ética. Revalidó el cargo en abril de 2023 como único candidato por un mandato de cuatro años.